# Nicolás García Boissier
Nicolás García Boissier (Las Palmas de Gran Canaria, 20 de junio de 1995) es un deportista español que compitió en saltos de trampolín.
Ganó una medalla de bronce en el Campeonato Mundial de Natación de 2024 y una medalla de plata en el Campeonato Europeo de Natación de 2024, ambas en la prueba de trampolín 3 m sincro.
Participó en dos Juegos Olímpicos de Verano, en Tokio 2020 ocupó el decimonoveno lugar en la prueba de trampolín 3 m y en París 2024 fue sexto en la prueba de trampolín 3 m sincronizado (junto con Adrián Abadía).
Estudió Ingeniería Naval en la Universidad de Las Palmas de Gran Canaria.

## Palmarés internacional
| Campeonato Mundial | Campeonato Mundial | Campeonato Mundial | Campeonato Mundial   |
| Año                | Lugar              | Medalla            | Prueba               |
| ------------------ | ------------------ | ------------------ | -------------------- |
| 2024               | Doha (Catar)       | Medalla de bronce  | Trampolín 3 m sincro |
| Campeonato Europeo |                    |                    |                      |
| Año                | Lugar              | Medalla            | Prueba               |
| 2024               | Belgrado (Serbia)  | Medalla de plata   | Trampolín 3 m sincro |